# 托乎提马木提
托乎提马木提，又称托合提·马木提艾来姆，清朝末年新疆喀什噶尔的白山派宗教领袖，喀什噶尔维吾尔族人。

## 生平
同治三年（1864年），受陕甘回乱影响，新疆多地也爆发反清起义，托乎提马木提乘喀什噶尔回族人民起义之机，占据喀什噶尔回城，自封帕夏，实行宗教统治。1864年夏，希布察克部布鲁特（即柯尔克孜族）首领、塔什密里克阿奇木伯克思的克在牌素巴特回屯领袖金相印等人支持攻入喀什噶尔回城，推翻并驱逐了托乎提马木提。